# 大瀧氏粗棘鰕虎
大瀧氏粗棘鰕虎（学名：Hazeus otakii）为鰕虎科粗棘鰕虎魚屬下的一个种。